# ادوین اف. تیلور
ادوین اف تیلور (انگلیسی: Edwin F. Taylor) فیزیک‌دان اهل ایالات متحده آمریکا است.